# 초조본 아비달마식신족론 권12
초조본 아비달마식신족론 권12(初雕本 阿毘達磨識身足論 卷十二)는 불교 논장의 하나인 《아비달마식신족론》의 한역본을 고려 현종 때 판각 제작한 《초조대장경》 가운데 하나이다. 
1991년 7월 12일 대한민국의 국보 제267호 초조본아비달마식신족론<권제12>(初雕本阿毗達磨識身足論<卷第十二>)으로 지정되었다가, 2010년 8월 25일 현재의 명칭으로 변경되었다.

## 개요
불교경전은 크게 경(經), 율(律), 론(論)으로 나누어지는데, 아비달마는 부처님의 지혜를 체계적으로 설명하고 있는 론(論)부분을 총칭하여 이르는 말이다. 아비달마식신족론은 성불(成佛)하는 데 필요한 부처님의 지혜를 체계적으로 모아 설명하고 있는 책이라고 할 수 있다. 
이 책은 고려 현종 때(재위 1011∼1031) 부처님의 힘으로 거란의 침입을 극복하고자 만든 초조대장경 가운데 하나로, 당나라의 현장(玄장)이 번역한 아비달마식신족론 16권 중 권 제12이다. 닥종이에 찍은 목판본으로 두루마리처럼 말아서 보관할 수 있도록 되어 있으며, 세로 29.5㎝, 가로 46.5㎝ 크기를 26장 이어 붙였다. 
초조대장경은 이후에 만들어진 해인사대장경(재조대장경 또는 고려대장경)과 비교해 볼 때 몇 가지 차이점이 있다. 목판의 새김이 정교한 반면에 해인사대장경과 글자수가 다르고 간행연도를 적은 기록은 없으며, 군데군데 피휘(避諱:문장에 선왕의 이름자가 나타나는 경우 공경과 삼가의 뜻을 표시하기 위하여 글자의 한 획을 생략하거나 뜻이 통하는 다른 글자로 대치하는 것)와 약자(略字)가 나타난다. 또 초조대장경은 책의 장수를 표시하는데 있어서 대체로 ‘장(丈)’자나 ‘폭(幅)’자를 쓰는데 비해 해인사대장경은 ‘장(張)’자로 통일되어 있다.
이 책에서는 글자의 획을 줄여서 쓴 예는 보이지 않지만, 간행기록이 없는 점, 글자수가 23행 14자로 해인사본의 24행 14자와 다른 점, 책의 장수를 표시하는 데 있어 ‘장(丈)’자를 쓰고 있는 점 등에서 초조대장경의 특징을 확인할 수 있다. 인쇄상태와 종이의 질 등을 고려해 볼 때 12세기경에 찍어낸 것으로 추정된다.

## 참고 자료
- 초조본 아비달마식신족론 권12 - 국가유산청 국가유산포털
- 본 문서에는 서울특별시에서 지식공유 프로젝트를 통해 퍼블릭 도메인으로 공개한 저작물을 기초로 작성된 내용이 포함되어 있습니다.